# Cytrynka czarnopierśna
Cytrynka czarnopierśna (Geothlypis philadelphia) – gatunek małego ptaka z rodziny lasówek (Parulidae).

## Systematyka
Takson blisko spokrewniony z cytrynką ubogą (G. tolmiei). Nie wyróżnia się podgatunków.

## Morfologia
Długość ciała 12,5–14 cm. Kaptur w kolorze szarym okrywa głowę, kark i gardło. Na górnej części piersi przechodzi w czarną plamę. Wierzch ciała oliwkowy, spód żółty. Podczas jesieni czerń jest zakryta szarymi końcami piór. Kaptur samicy szarobrązowy, obrączka oczna przerywana. Młode mają brązowooliwkowy kaptur, na gardle widoczny żółty nalot, spód ciała jasnożółty, obrączka oczna jest niepełna.

## Zasięg, środowisko
Podszyt w lesie, zarośnięte zręby od środkowo-zachodniej do północno-wschodniej części Ameryki Północnej, na południu we wschodnich górach. Zimę spędza w Ameryce Centralnej i północno-zachodniej części Ameryki Południowej.

## Status
IUCN uznaje cytrynkę czarnopierśną za gatunek najmniejszej troski (LC, Least Concern) nieprzerwanie od 1988 (stan w 2020). Organizacja Partners in Flight szacuje liczebność populacji lęgowej na 14 milionów osobników. Trend liczebności populacji uznawany jest za spadkowy.